# Theodor Ab-Yberg
Johann Theodor Kaspar Rudolph Ambros Alois Xaver Ab-Yberg (* 7. Dezember 1795 in Schwyz; † 30. November 1869 ebenda) war ein Schweizer Politiker.

## Biografie
Seine Eltern waren der Oberst und Ratsherr Alois Xaver Ab Yberg aus dem Schwyzer Patriziat und seine Frau Maria Anna von Reding. In seiner Jugendzeit diente er in der Schweizergarde in Paris. 1823 kehrte er in die Heimat zurück und arbeitete drei Jahre lang am Schwyzer Kantonsgericht. 1826 wurde er zum Ratsherrn gewählt und 1830 Statthalter des Bezirks Schwyz und Kantonsstatthalter, 1832 wiedergewählt. Im Verfassungsstreit mit den äusseren Bezirken, die auf Rechtsgleichheit drangen, trat Ab-Yberg konservativ auf und verfocht die alten Vorrechte des Hauptbezirks. Bei der Besetzung der Festung Küssnacht im August 1833 wurde Ab-Yberg zum Kommandanten ernannt. Seine dortige Niederlage und eine weitere vor Basel kosteten ihn seinen militärischen Rang, nicht aber sein Ansehen.
Am 11. Oktober 1833 wurde das von eidgenössischen Truppen besetzte Schwyz unter einer Rechtsgleichheit garantierenden Verfassung vereint, und am 3. November wurde Ab-Yberg zum Landammann des Bezirks gewählt. Am 1. Juni 1834 wurde Ab-Yberg zum Landammann des Kantons gewählt und 1838, 1842 und 1846 bestätigt. 1840 war er Bannerherr und veranstaltete ein Bannerfest. Von 1841 bis 1846 vertrat Ab-Yberg den Kanton Schwyz als Tagsatzungsgesandter und im Sonderbund als Mitglied des siebenörtigen Kriegsrates. Am 26. September 1847 wurde er von der Kantonslandesgemeinde in Rothenthurm zum Obercommandanten der schwyzerischen Truppen gewählt und bekleidete in der Sonderbundsarmee unter Johann Ulrich von Salis-Soglio den Grad eines Divisionsobersten.
Nach dem Fall des Sonderbundes bekleidete Ab-Yberg während einiger Zeit kein politisches Amt. 1852 wurde er noch einmal auf vier Jahre in den Kantonsrat gewählt, fand sich aber in den geänderten politischen Verhältnissen nicht zurecht und nahm 1856 klaglos seinen Abschied. Er starb als Privatmann.